# حذالية
الحذالية (الاسم العلمي: Leptanillini)، قبيلة نمل من فُصيلة الحذالاوات وتضم ثلاث أجناس حيّة
.

## الأجناس
- حذال Emery, 1870
- Phaulomyrma G.C. Wheeler & E.W. Wheeler, 1930
- Yavnella Kugler, 1987